# Гориця (Чрномель)
Гориця (словен. Gorica) — поселення в общині Чрномель, Південно-Східна Словенія, Словенія. Висота над рівнем моря: 466,4 м.